# باسيليكسيماب
باسيليكسيماب هو جسم مضاد وحيد النسيلة يستخدم لمنع رفض الطعم في حالات زراعة الأعضاء، الكلى خصوصاً، تنتجه نوفارتس. وقد أقرت إدارة الأغذية والأدوية استخدامه عام 1998.
بعض التقارير بينت أنه كان فعالاً في علاج حالات حزاز جلدي بديلاً عن سيكلوسبورين.